# Санта-Мария-ин-Виа-Лата
Санта-Мария-ин-Виа-Лата (итал. Basilica di Santa Maria in Via Lata — Базилика Святой Марии на Широкой дороге; лат. Via Lata — широкая дорога, просторный путь) — католическая базилика в Риме. Расположена в начале Корсо (ранее улица называлась «Виа Лата»), по диагонали напротив церкви Сан-Марчелло-аль-Корсо.

## История
Церковь находится на месте молельни V века и дальнейших перестроек VIII, IX, X веков (в крипте нынешней церкви сохранились фрески этого периода). По преданию, в одном из этих зданий (или на месте церкви Сан-Паоло-алла-Регола) два года провёл под стражей апостол Павел, писавший здесь послания. В одном из помещений крипты церкви находится гранитная коринфская колонна, к которой Павел якобы был бы привязан, и восьмиугольный колодец, из которого должен был бить источник по молитвам святого апостола.
Средневековые постройки использовали остатки большого древнеримского склада длиной около 250 метров. Из-за частых разливов Тибра в 1049 году фундамент церкви был приподнят, а сама церковь надстроена вторым этажом.
В 1650 Юбилейном году католической церкви архитектору Козимо Фанзаго было поручено расширение церкви. Фасад выполнен по проекту Пьетро да Кортона в 1658—1662 годах. При папе Александре VII в 1662 году фасад был надстроен верхним ярусом, дабы возвысить храм над окружающими его домами. Кампанила (колокольня) работы Мартино Лонги Старшего была построена в 1580 году. Частично сохранился Мозаика мозаичный работы семьи Космати.
В конце северного прохода в 1537 году был похоронен поэт Антонио Тебальдео, друг Пьетро Бембо, Бальдассаре Кастильоне и Рафаэля, изобразившем его на фреске «Парнас» в Ватикане. Надгробие было сделано позднее, в 1776 году. В этой же церкви находятся захоронения Жозефа и Люсьена Бонапартов.

## Архитектура
Церковь построена из кирпича с деталями из известняка. Фасад выполнен из травертина. Верхний ярус фасада, созданный Пьетро да Кортона, необычен, он как бы автономен и напоминает древнеримскую триумфальную арку. Мощные колонны коринфского ордера поддерживают треугольный фронтон, но в центре этой надстройки имеется арочный проём, вызывающий ассоциации с Древним Римом. В нишах по сторонам ранее находились статуи.
Убранство интерьера впечатляет богатством отделки: полихромный мрамор, позолоченные капители, яркие росписи XVII и XVIII веков и сицилийская красная яшма, покрывающая двенадцать старинных колонн мрамора «чиполлино» (с прожилками), придают ему торжественный и праздничный вид. В церкви нет приделов, но имеются ниши боковых проходов. Справа от входа находится баптистерий с купелью из чёрного мрамора. В главном алтаре помещена икона Мадонны Адвокаты (лат. Madonna Advocata — «Мадонны призывающей»; в греческой церкви: Агиосоритисса) XIII века считающейся чудотворной. Киворий в апсиде выполнен из алебастра и лазурита.

## Титулярная церковь
Церковь Санта-Мария-ин-Виа-Лата является титулярной диаконией, кардиналом-дьяконом с титулярной диаконией Санта-Мария-ин-Виа-Лата с 27 августа 2022 года, является итальянский кардинал Фортунато Фрецца.

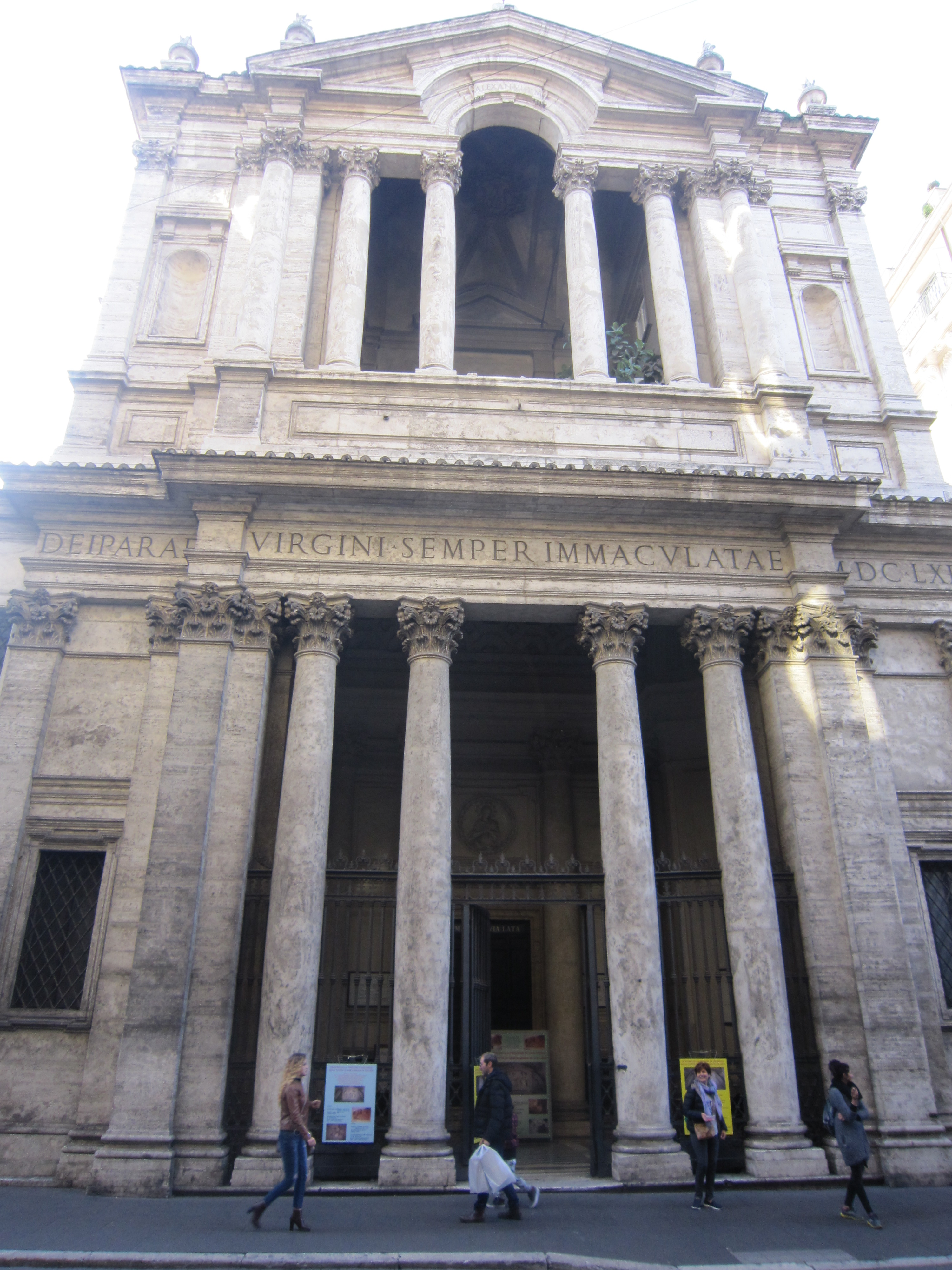
Фасад церкви
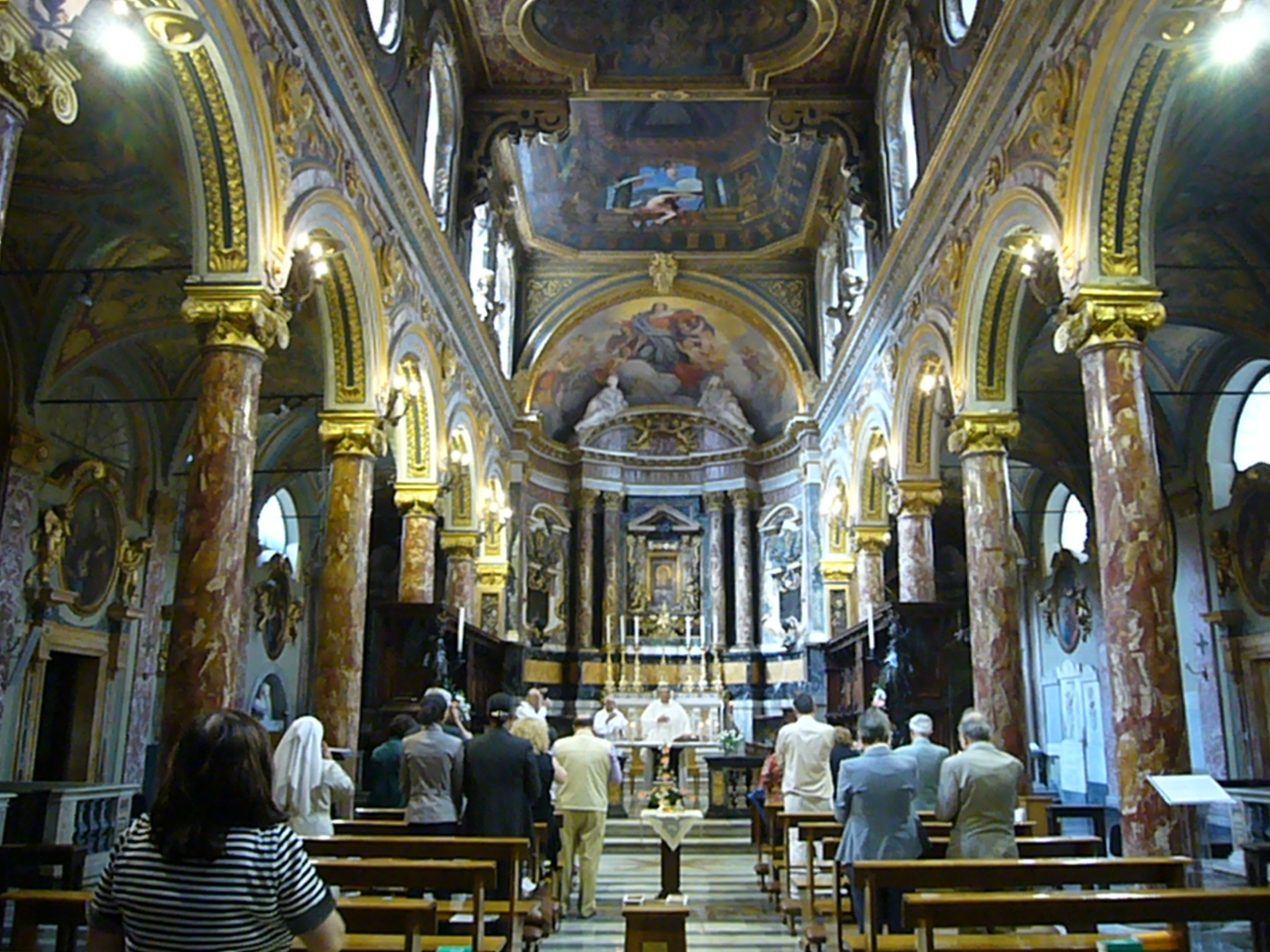
Интерьер
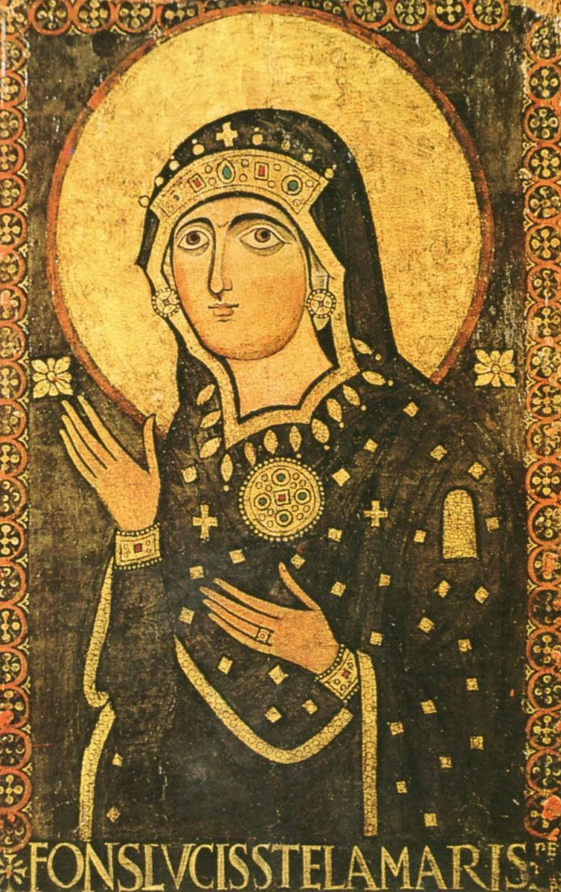
Алтарный образ Мадонны Адвокаты (Агиосоритиссы)
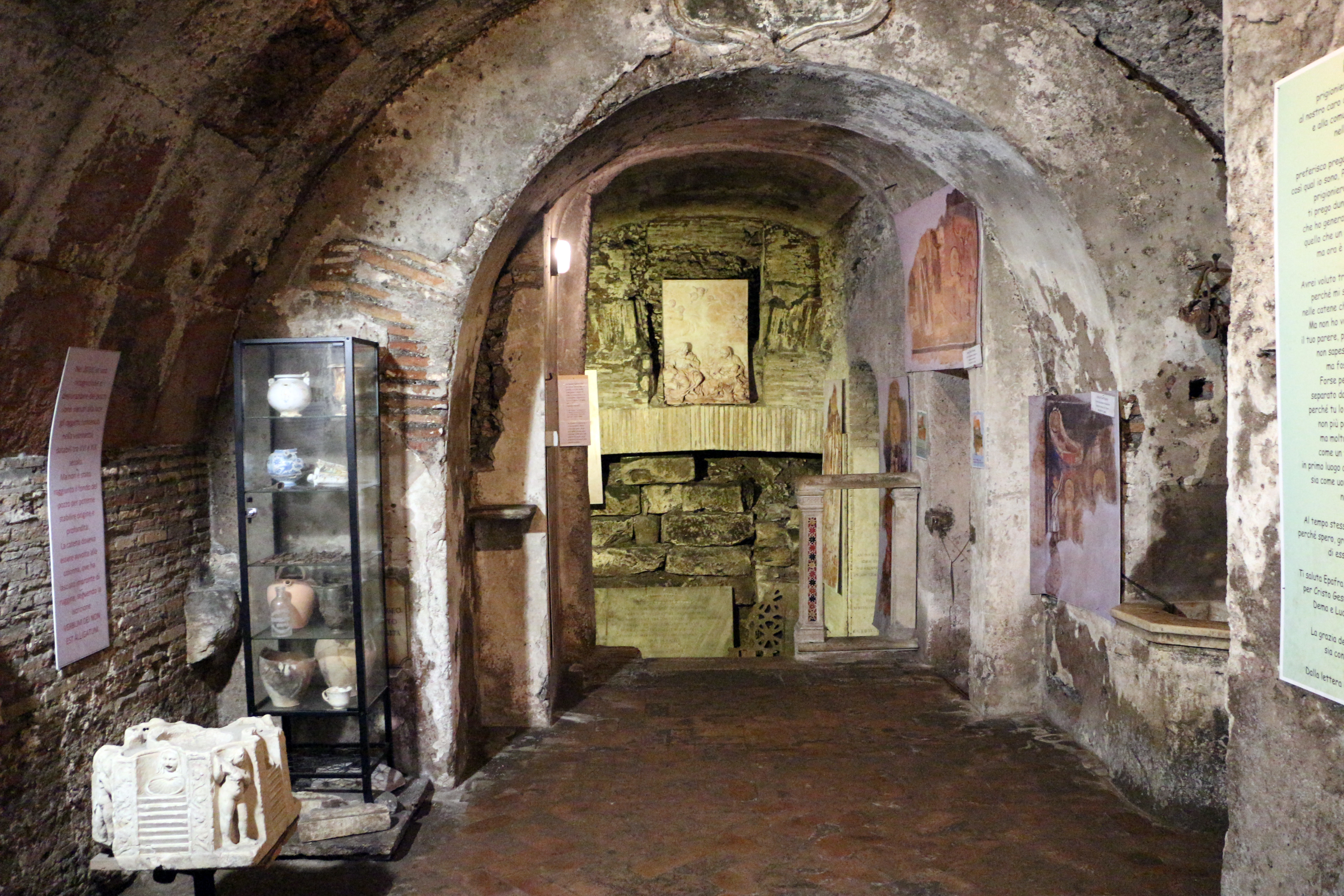
Одно из помещений крипты (подземного этажа)
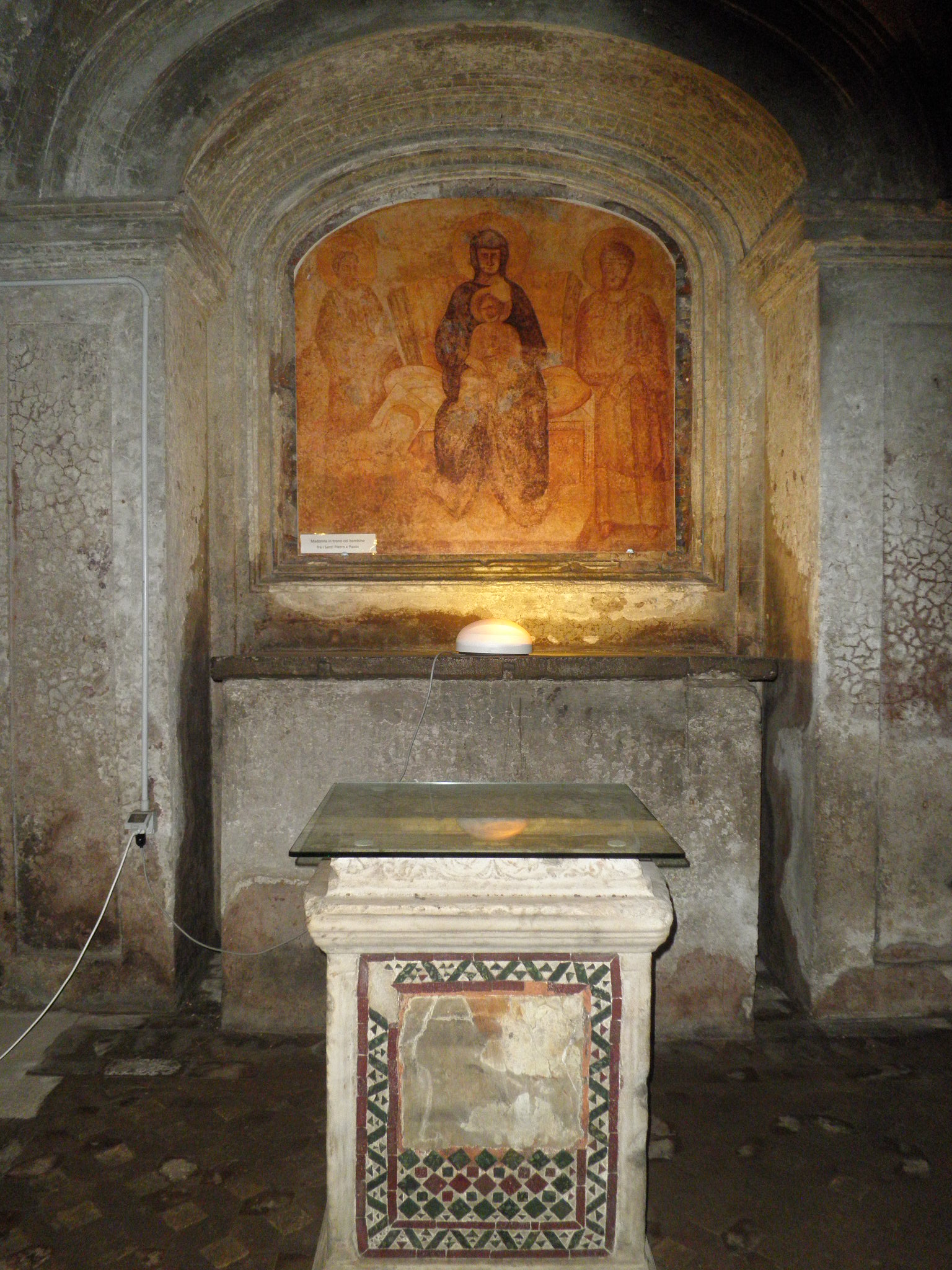
Алтарь крипты
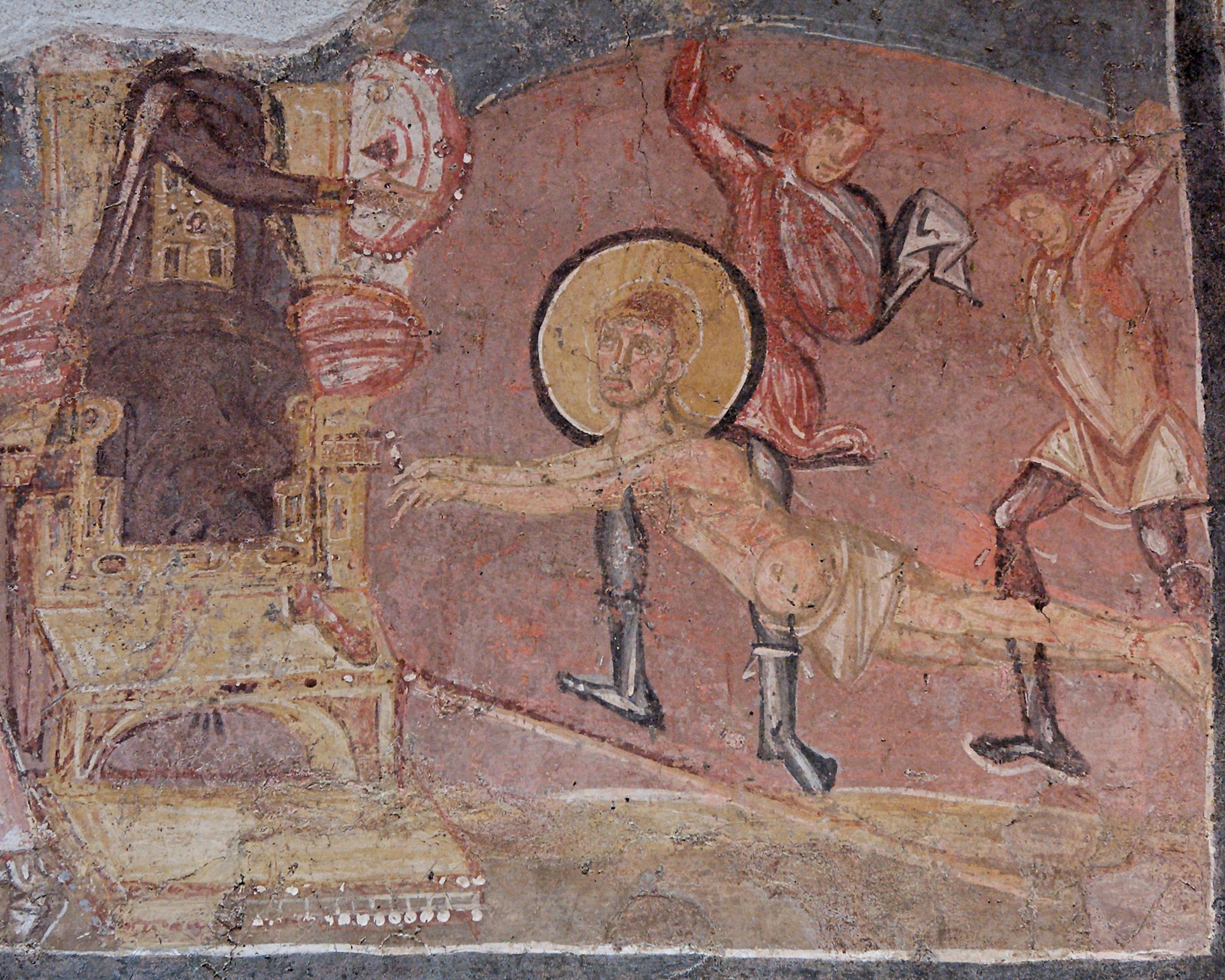
Остатки фресок VII-IX веков. Бичевание Св. Эразма перед императором Диоклетианом
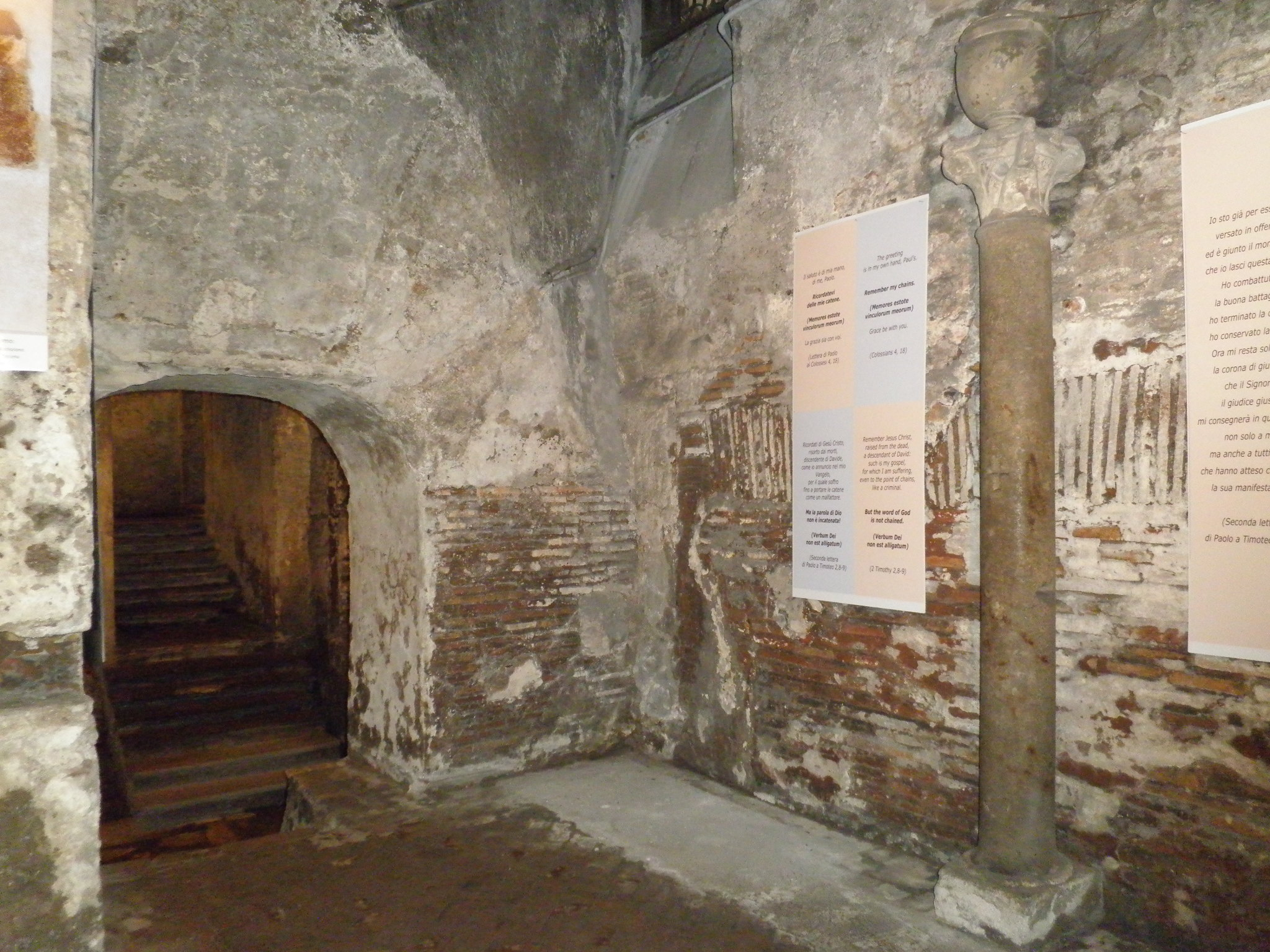
Крипта. «Колонна Святого Павла»